# 盛永俊太郎
盛永 俊太郎（もりなが としたろう、1895年9月13日 - 1980年1月25日）は、日本の農学者。九州大学名誉教授。イネの研究で知られる。
同郷の川原田政太郎、宇田新太郎とともに「魚津の三太郎博士」と呼ばれた。

## 来歴
富山県上野方村（現・魚津市）出身。魚津尋常高等小学校、魚津中学校を経て東京帝国大学農学部卒。1926年九州帝国大学教授、1946年農林省農事試験場長、1950年東大農学博士、1954年農業技術研究所長、1950年から農業発達史調査会（東畑精一会長）で編集長。1955年アブラナ属およびイネ属の細胞遺伝学的研究で日本学士院賞受賞。
細胞遺伝学を用いて病害虫に強いイネの品種を作るための基礎研究を行い、 イネの発祥地を探る手掛かりや多数の新種を発見した。また柳田國男らとともに稲作史研究会を組織し、『稲の日本史』などの著作を残している。

## 著書
- 『農学考』養賢堂 1951
- 『日本の稲 改良小史』養賢堂 1957

### 共編
- 『稲の日本史』安藤広太郎、柳田國男共編 筑摩叢書 1969
- 『享保元文諸国産物帳集成』全21巻 安田健共編 科学書院 1985‐2003
- 『江戸時代中期における諸藩の農作物 享保・元文諸国物産帳から』安田健共編著 日本農業研究所 1986